# پرچت ۱۲۷۰۰۵
سیارک ۱۲۷۰۰۵ (به انگلیسی: 127005 Pratchett، نامگذاری:2002GY1) صد و بیست و هفت هزار و پنجمین سیارک کشف شده‌است که در ۱ آوریل ۲۰۰۲ کشف شد.